# Microdinodes zambesinus
Microdinodes zambesinus is een keversoort uit de familie beekkevers (Elmidae). De wetenschappelijke naam van de soort werd in 1914 gepubliceerd door Brancsik.